# Symphysanodon katayamai
Symphysanodon katayamai — вид морських окунеподібних риб родини Symphysanodontidae підряду Окуневидні (Percoidei).

## Поширення
Вид поширений на заході Тихого океану від узбережжя Японії на південь до Сулавесі, на схід до Гавайських островів та на південний схід до Палау.

## Опис
Symphysanodon katayamai виростає до 20  см завдовжки.

## Спосіб життя
Морський демерсальний вид. Живе серед скелястих рифів поодинці або невеликими групами на глибині 90-180 м.